# Henrik Møller (professor)
Henrik Møller (født 15.06.1957) er epidemiologisk faglig leder, professor og dr.med. ved Regionernes Kliniske Kvalitetsudviklingsprogram (RKKP), professor i kræftepidemiologi og sundhedstjenesteforskning ved Klinisk Institut, Aalborg Universitet og professor emeritus i kræftepidemiologi ved King’s College London.  

## Uddannelse og karriere
Henrik Møller har en bachelor i samfundsvidenskab (1980-1983), en bachelor og kandidat i biologi (1976-1984), samt en dr.med. (2001) fra Københavns Universitet.

Han har tidligere været blandt andet ekstern lærer ved sygeplejeskolen ved Bispebjerg Hospital, København (1985-1986), epidemiolog ved Cancerregistret, Kræftens Bekæmpelse (1986-1992), forsker og enhedschef ved Unit of Carcinogen Identification and Evaluation, International Agency for Research on Cancer, Lyons, Frankrig (1992-1995) samt stiftende direktør ved Center for Registerforskning, Danmarks Grundforskningsfond, København (1995-1999).  

Han har også været gæsteforsker rundt omkring i verden blandt andet ved Oxford University, England (1991), Uppsala University Hospital, Sverige (1995) og Wake Forest University Comprehensive Cancer Center, North Carolina, USA (2002). Han har også været medlem af Nordirlands Kræftregisters råd (2002-2004), i styringsudvalget for Small Area Health Statistics Unit, Imperial College London (2005-2009), formand for Scientific Advisory Group, Childhood Cancer Research Group, Oxford University (2005-2008) samt medlem af European Commission Mission Assembly for Cancer (2019). Siden 2020 har han været medlem af det rådgivende udvalg for Sundhedsstyrelsens nationale screeningsprogrammer.

Han har desuden været associeret redaktør for Human Reproduction (2001-2004) og Clinical Health Promotion (2011-2020) samt i redaktionskomitéen for European Journal of Cancer (2013-).

Henrik Møller har udgivet mere end 400 publikationer, knap halvdelen som første- eller sidsteforfatter. Henrik Møllers h-index er 80 og han er citeret 20.000 gange.

## Hædersbevisninger
Henrik Møller har opnået en række hædersbevisninger igennem sin karriere:
- Nordic Association for Andrology, Young Scientist Award, 1997.
- Conferred the title The Professor of Cancer Epidemiology in the University of London in January 2000.
- Honorary Professor, London School of Hygiene & Tropical Medicine, 2000.
- Fellow of the Faculty of Public Health of the Royal Colleges of Physicians of the United Kingdom, 2002.
- NHS National Institute for Health Research, Senior Investigator, 2008.
- Honorary Professor, Queen Mary University of London, 2012.
- Adjungeret Professor, Aarhus Universitet, 2012.
- Honorary Professor, Public Health England, 2015.